# 三草藩
三草藩（みくさはん）は、播磨国加東郡周辺を領有した譜代大名の一色丹羽氏の藩。藩庁は三草陣屋（兵庫県加東市上三草）。

## 略史
元文4年（1739年）、越後国高柳藩主丹羽薫氏は大坂定番に任じられ、河内国・播磨国・美作国に所領を移された。
さらに延享3年（1746年）河内国の所領を播磨国内に移され、三草に陣屋を構えて三草藩が成立した。
この一色丹羽氏は戦国時代には織田家の家臣だったが、織田信長の著名な重臣であった丹羽長秀の丹羽家とは別家である。
先祖の丹羽氏次は信長・信雄に仕えたが、小牧・長久手の戦い以前に徳川家康の下へ奔り、その家臣となった。
尾張岩崎城主から美濃岩村藩主となったが、御家騒動により越後高柳藩へ移封され、その後、三草藩へ移封された。
一色丹羽氏は高柳藩時代より参勤交代を行わない、定府の大名となったが、菩提寺の妙仙寺を三草藩領の(兵庫県加東市山国)に移した。
慶応4年（1868年）、戊辰戦争に際し明治政府方に恭順した。
明治4年（1871年）、廃藩置県により三草県となった。その後、姫路県・飾磨県を経て兵庫県に編入された。
藩主家は明治2年（1869年）に華族に列し、明治17年（1884年）に子爵となった。

## 歴代藩主
丹羽家
譜代 1万石 （1746年 - 1871年）
1. 薫氏
2. 氏栄
3. 氏福
4. 氏昭
5. 氏賢
6. 氏中

## 幕末の領地
- 播磨国
  - 美嚢郡のうち - 3村
  - 加東郡のうち - 8村
  - 多可郡のうち - 11村
  - 加西郡のうち - 11村

## 関連リンク
- 三草（丹羽長門守氏福） | 大名家情報 - 武鑑全集

| 先代 （播磨国） | 行政区の変遷 1746年 - 1971年 （三草藩→三草県） | 次代 姫路県 |